# Бамбара (государство)
Бамба́ра, также известно как Ца́рство Бама́на или Ца́рство Се́гу (бамана ߓߊ߲ߓߊߙߊ߲߫ ߝߊ߯ߡߟߊ) — африканское государство в Западной Африке доколониальной эпохи созданное народом бамбара, существовавшее на западе Африки на территории современного Мали, которым правили представители династии Кулибали:408. Наряду с государством Каарта, оно было одной из виднейших преемниц империи Сонгай. Государство было основано в 1640 году, оно превратилось в могущественную силу в начале XVIII века при царе Битоне Кулибали. Как централизованное государство Бамбара существовала с 1712 года до 10 марта 1861 года, когда правитель тукулёров Эль-Хадж Омар покорил Бамбару присоединив его земли к своей империи.

## История

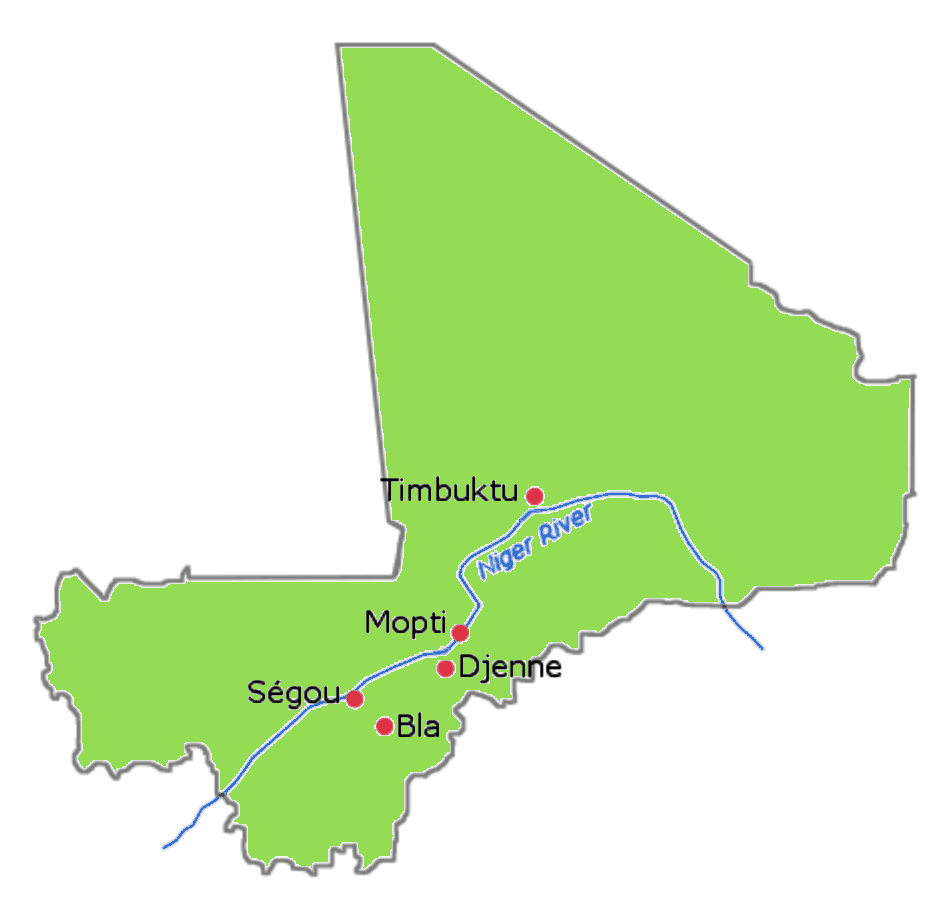
Города Мали, входившие в состав Империи Бамбара

### Ранняя история
Около 1640 года Каладиан Кулибали, также известный как Фа Сине, стал правителем небольшого государства бамбара в городе Сегу в Мали. Хотя он совершил много успешных завоеваний соседних племён и царств, ему не удалось создать значительную административную базу, и новое государство распалось после его смерти (около 1660 года).
В 1712 году Мамари Кулубали, также известный как Битон Кулибали, правнук Каладиана, был избран лидером молодёжной организации, известной как «тон». Вскоре Мамари реорганизовал «тон» в личную армию, укомплектованную беглыми рабами, принял титул «битон» и приступил к свержению старой политической элиты:412. Он стал первым фаамой Сегу, сделав его столицей нового государства Бамана.
Укрепив столицу по сонгайским технологиям, Битон Кулубали собрал большую армию новобранцев, известных как «тон джон», и военный флот из каноэ для патрулирования Нигера. Он ввёл новую систему налогообложения, используя раковины каури в качестве валюты:324. Его успешное отражение вторжения царства Конг в 1725 году укрепило его позиции:333. Затем он предпринял успешные нападения на своих соседей, фульбе, сонинке и моси, покорив города Масина, Беледугу, Дженне, Бамако и Томбукту, хотя последний город он удерживал недолго. В 1751 году он также завоевал Ниани, сделав мансу осколка Малийской империи своим вассалом:333. За это время он основал город Бла в качестве форпоста и оружейного склада.
Смерть Мамари в 1755 году положила начало эре нестабильности и гражданской войны. Дункоро Кулибали правил несколько лет, прежде чем был свергнут своим братом Али. Будучи мусульманином, он попытался обратить всех в ислам и вскоре после этого сам был свергнут:412.

### Расцвет
В 1766 году бывший раб и лидер «тон джон» по имени Нголо Диарра захватил трон и восстановил стабильность, правя почти сорок лет в условиях процветания. Он начал серию успешных завоеваний, в том числе завоевал Тимбукту и регион Масина. Его потомки известные как Нголос продолжали править государством вплоть до его падения.
Сын Нголо Мансонг Диара взошёл на трон около 1790 года после гибели своего отца в битве и непродолжительного спора о престолонаследии. В этот период фаама правил из огромного дворца в Сегу и командовал хорошо организованной кавалерийской армией, часто использовавшейся для сбора дани и налогов в виде каури. Столица, Сегу, была процветающим городом с населением около 30 000 человек, расположенным на обоих берегах реки Нигер:324, 410. После смерти Мансонга в 1808 году могущество государства постепенно стало ослабевать.

### Падение государства
В битве при Нукуме в 1818 году силы Бамбара потерпели поражение от мусульманских бойцов племени фула, объединившихся в джихад под командованием Шейху Амаду (или Секу Амаду) из Массины. Бамана выжила, но была необратимо ослаблена. Войска Секу Амады нанесли решительное поражение армии Бамбары, захватив Дженне и большую часть территории вокруг Мопти и образовав государство Массина. Тимбукту также пал в 1845 году.
После 1839 года фаамы быстро сменяли друг друга, поскольку лидеры тонджона становились всё более могущественными, независимыми и склонными вмешиваться в споры о престолонаследии:412. Когда в 1859 году религиозный лидер тукулёров Эль-Хадж Омар объявил джихад против всех своих врагов, эта балканизация помешала фааме Али организовать эффективную оборону. Талль взял Ньямину без боя 25 мая 1860 года, а затем в сентябре разбил армию Баманы при Витале:413. Сам Сегу пал 10 марта 1861 года, ознаменовав конец Баманы.

## Управление
Бамбара была построена на основе традиционных институтов бамбара. Наиболее важным из них было высшее общество, или возрастная группа. Теоретически они были полностью равноправными и сами избирали своих лидеров. Однако благодаря харизме и безжалостной силовой политике ополчение было превращено в профессиональное войско, по сути, в армию, состоящую из форобаджонов (номинально «рабов общины»), возглавляемых «тонджонами», или рабами высшего звена, которые на практике были военной аристократией. Любой фаама, достаточно сильный, чтобы контролировать тонджонов, фактически становился абсолютным монархом, раздающим государственную собственность в качестве награды за храбрость. Государственный совет в составе 40 человек присягал ему на верность. Родственники получили ключевые посты, а фаама становился главным жрецом могущественных и важных языческих религиозных культов:334-6. Армия была местом, где этнические и классовые различия не имели большого значения, а способные люди могли возвыситься и сколотить состояние:337. Другим традиционным институтом был «комо», орган для решения теологических проблем. При принятии решений комо часто «консультировался» с языческими истуканами, особенно с четырьмя государственными боливиями или большими алтарями, предназначенными для содействия обретению политической власти.
Административно центр государства находился в «ту-даге», области, ближайшей к Сегу. Назначенный преемник правителя обладал там значительной властью. Большинство других провинций управлялись местной элитой, которая присягала на верность фааме или назначенному губернатору:337. Царскими символами были лук и стрелы, а также золотой топор:333.

## Экономика
Экономика Баманы процветала благодаря торговле, особенно торговлей рабами, захваченными в ходе их многочисленных войн. Одна категория рабов, джонфин, могла быть продана; другая, джомба, отправлялись государством на различные работы, либо в качестве солдат в тонджоне. Спрос на рабов затем привёл к дальнейшим столкновениям, в результате чего бамбара оказались в состоянии постоянной войны со своими соседями, и рабы из этого района составляли большинство из тех, кого продавали европейским торговцам на речных факториях Сенегала и Гамбии:414. 
Торговля велась в основном мусульманскими купцами, которые торговали через Сахару или в направлении побережья. Они обменивались оружием, раковинами, лошадьми, солью, золотом, тканями и рабами:415.
Парк Мунго, проезжавший через столицу Бамбары Сегу в 1797 году, застал государство во время его процветания:
Вид этого обширного города, многочисленные каноэ на реке, многолюдное население и ухоженная сельская местность вокруг создавали в целом впечатление цивилизации и великолепия, которые я никак не ожидал встретить в недрах Африки.